# Kunohe
Kunohe (jap. 九戸村 Kunohe-mura) – wieś w Japonii, na wyspie Honsiu, w prefekturze Iwate. Według danych na rok 2020 miejscowość zamieszkiwało 5 378 mieszkańców , a gęstość zaludnienia wyniosła 40,1 os./km².